# OK Kaštela
Odbojkaški klub Kaštela é um clube de voleibol feminino croata fundado no ano de 1949 em Kaštel Stari.

## Histórico
Foi fundado em 6 de março de 1949  já utilizou as alcunhas: OK Kaštela, OK Kaštela Kaštelanska Rivijera, OK Kaštela Dalmacijacement, OK Kaštela Rmc e OK Kaštela Cemex Dalmacijacement, ao lono de sua história revelou muitos nomes para o cenário internacional, tanto jogadores quanto treinadores..

## Títulos

### Nacionais
Campeonato Jugoslavo: 
 Copa da Jugoslávia:
 Campeonato Croata: 0
- Vice-campeão:1998-99,1999-00,2000-01,2006-07,2013-14,2018-19
- Terceiro lugar:2001-02

 Copa da Croácia: 1
- Campeão:2001
- Vice-campeão:1998,1999,2004,2017-18

 Supercopa da Croácia:  0

### Internacionais
CEV Champions League: 0
 Copa CEV: 0
 MEVZA: 0